# Сюнь Хуэйшэн
Сюнь Хуэйшэн (кит. 荀慧生, пиньинь Xún Huìshēng; 5 января 1900, Дунгуан, Хэбэй, Империя Цин — 26 декабря 1968, Пекин, КНР) — китайский артист, исполнитель ролей женского амплуа «дань» в Пекинской опере.
Вместе с Мэй Ланьфаном (кит. 梅蘭芳), Шан Сяоюнем (кит. 尚小云) и Чэн Яньцю (кит. 程砚秋) Сюнь Хуэйшэн известен как один из Четырёх великих дань золотой эры Пекинской оперы.

## Биография
Родился 5 января 1900 года в городе Дунгуан провинции Хэбэй государства Великая Цин.
Сначала изучал мастерство хэбэйской оперы. После завершения курса, в 15 лет стал изучать мастерство пекинской оперы. Однако стиль и приемы хэбэйской оперы и в дальнейшем были характерны для Сюнь Хуэйшэна.
26 декабря 1968 года Сюнь Хуэйшэн умер от пневмонии.